# Biozona
La biozona è l'unità di base della biostratigrafia, ovvero quella porzione di successione rocciosa caratterizzata da un preciso contenuto fossilifero, che permette di differenziare una parte di successione dalle altre. In genere l'individuazione delle biozone si attua analizzando le successioni sedimentarie marine a strati; però è necessaria una successione di un'area geografica di riferimento. Per capire meglio si può prendere un esempio significativo, come quello del piano Toarciano,  rappresentato in Italia dal Rosso lombardo e dal Rosso Ammonitico umbro-marchigiano. Il Toarciano viene generalmente suddiviso in zone ad ammoniti, che sono considerati generalmente i migliori fossili guida del Giurassico; quelle del Rosso Ammonitico per i recenti progressi in Italia sono 7: dal basso verso l'alto, "Hildaites" striatus, Hildaites undicosta, Hildoceras bifrons, Merlaites gradatus, "Geczyceras" bonarellii, intervallo poco indagato, Dumortieria meneghinii e Pleydellia aalensis. Tutte queste zone tetidee sono correlabili con quelle ad ammoniti delle successioni nordeuropee (Cariou e Hantzpergue 1997 e Venturi e al. 2010). Le biozone sono quindi definibili dai limiti inferiore e superiore, come avviene per i piani. Ciò comporta che piani e zone sono da considerare intimamente connessi, malgrado occupino campi concettuali differenti; infatti le biozone sono le unità fondamentali della biostratigrafia, mentre i piani lo sono per la cronostratigrafia (Brouwer, 1972).

## Tipologie
I differenti tipi di biozone vengono stabiliti in funzione degli eventi biostratigrafici che si manifestano, come il numero di taxa contemplati, la loro frequenza, l'abbondanza, la prima apparizione o l'ultima all'interno di una data successione stratigrafica. I nomi delle biozone sono formati dal tipo di biozona (ad esempio biozona di acme, associazione o distribuzione) seguito dal nome completo, secondo le regole della nomenclatura binomiale, di uno o al massimo due taxa rappresentativi della zona stessa. Così si avrà ad esempio " Biozona di estensione dell'Exus albus", che si può anche abbreviare in "zona dell'E. albus". Si possono anche utilizzare le lettere in ordine alfabetico per denominare biozone successive (A,B,C), senza tuttavia darne una numerazione formale.
Si possono così identificare vari tipi di biozone:
- Zona di distribuzione totale o zona di distribuzione di un taxon: Parte di successione rocciosa caratterizzata dalla presenza di un marker o fossile-guida: alla base avremo la comparsa (o il primo ritrovamento) di una ben definita specie fossile, e a tetto la scomparsa di quella stessa specie.
- Zona di acme: Parte di successione rocciosa caratterizzata dalla massima frequenza di presenza di un taxon. Ciò significa che negli strati sottostanti e soprastanti quel taxon c'è, ma è raro o poco frequente. Così il limite inferiore viene definito dal forte aumento dell'abbondanza di una specie, e il limite superiore dalla forte diminuzione di quella specie. Il problema nell'utilizzo di questo tipo di biozona consiste nel definire un criterio oggettivo da usare come limite fra presenza significativamente frequente e presenza non significativa di una certa specie fossile. Per questa ragione, questo tipo di biozona non è molto usato in stratigrafia.
- Zona di associazione (o cenozona): Sequenza di strati caratterizzati da una definita associazione di fossili.
- Zona Oppeliana: Particolare zona di associazione dove si è cercato di scegliere un'associazione di fossili che compaiano più o meno contemporaneamente alla base e si estinguano altrettanto contemporaneamente al tetto della sequenza.
- Zona di distribuzione concomitante: Parte di successione rocciosa caratterizzata dalla presenza concomitante di due specie indice. Ad esempio, alla base c'è la comparsa di una specie "a", a tetto c'è l'estinzione di una specie "b".
- Zona di intervallo: Sono definiti solo il limite inferiore e quello superiore, ossia è una serie di strati definita da due bio-orizzonti (cioè da due eventi biostratigrafici).
- Zona filetica: Definita attraverso il trend filogenetico di una certa specie. Ad esempio, Turborotalia cerroazulensis, un foraminifero eocenico, durante l'Eocene medio-superiore si differenzia in diverse sottospecie, attraverso un "trend filogenetico". La comparsa è in sequenza temporale-relativa. Quindi abbiamo una zona filetica, caratterizzata dal trend evolutivo della specie. Al tetto della biozona si estinguono tutte le sottospecie.